# Schatten-Schachblume
Die Schatten-Schachblume (Fritillaria camschatcensis) ist eine Pflanzenart aus der Gattung der Fritillaria in der Familie der Liliengewächse (Liliaceae).

## Beschreibung

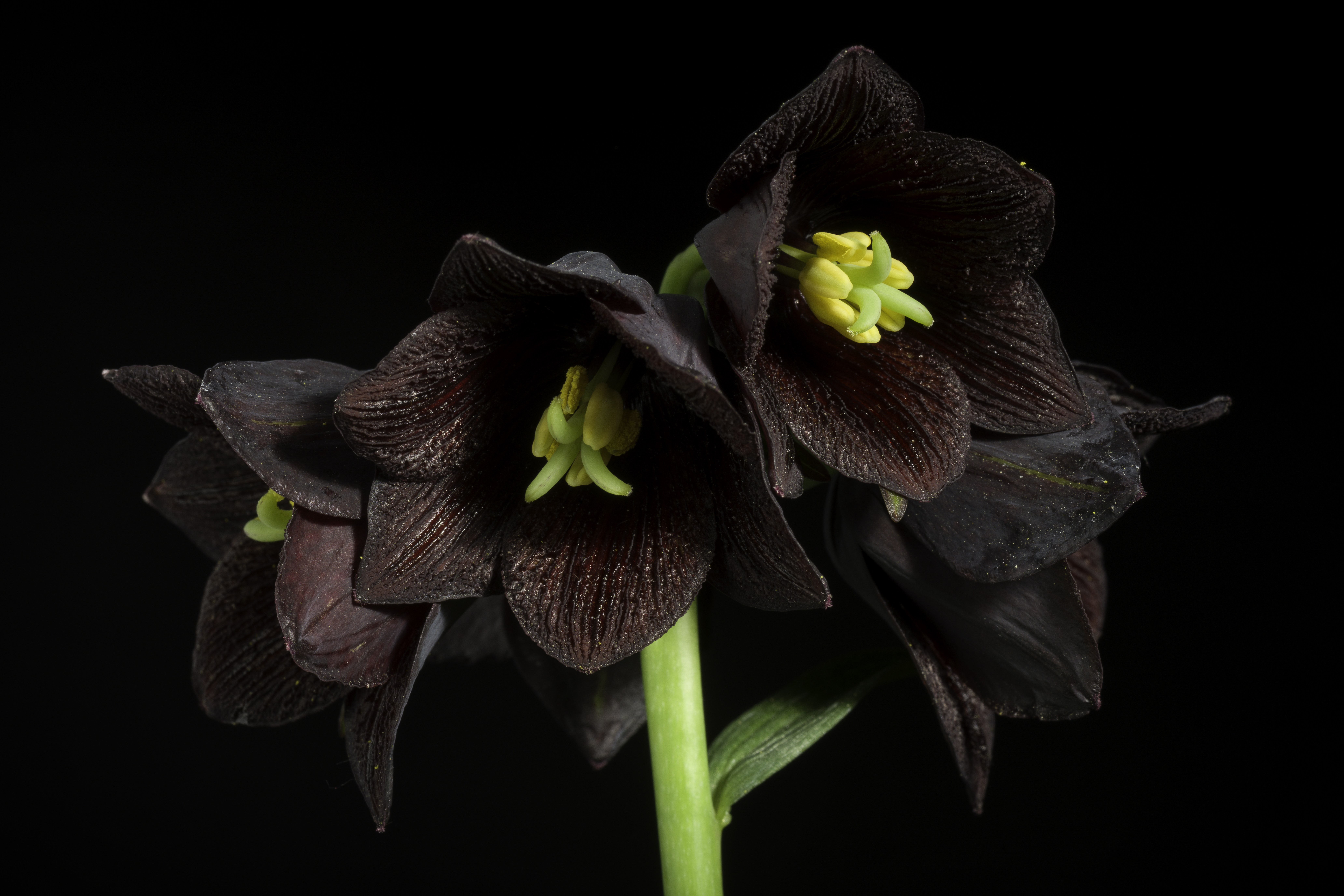
Blütenstand

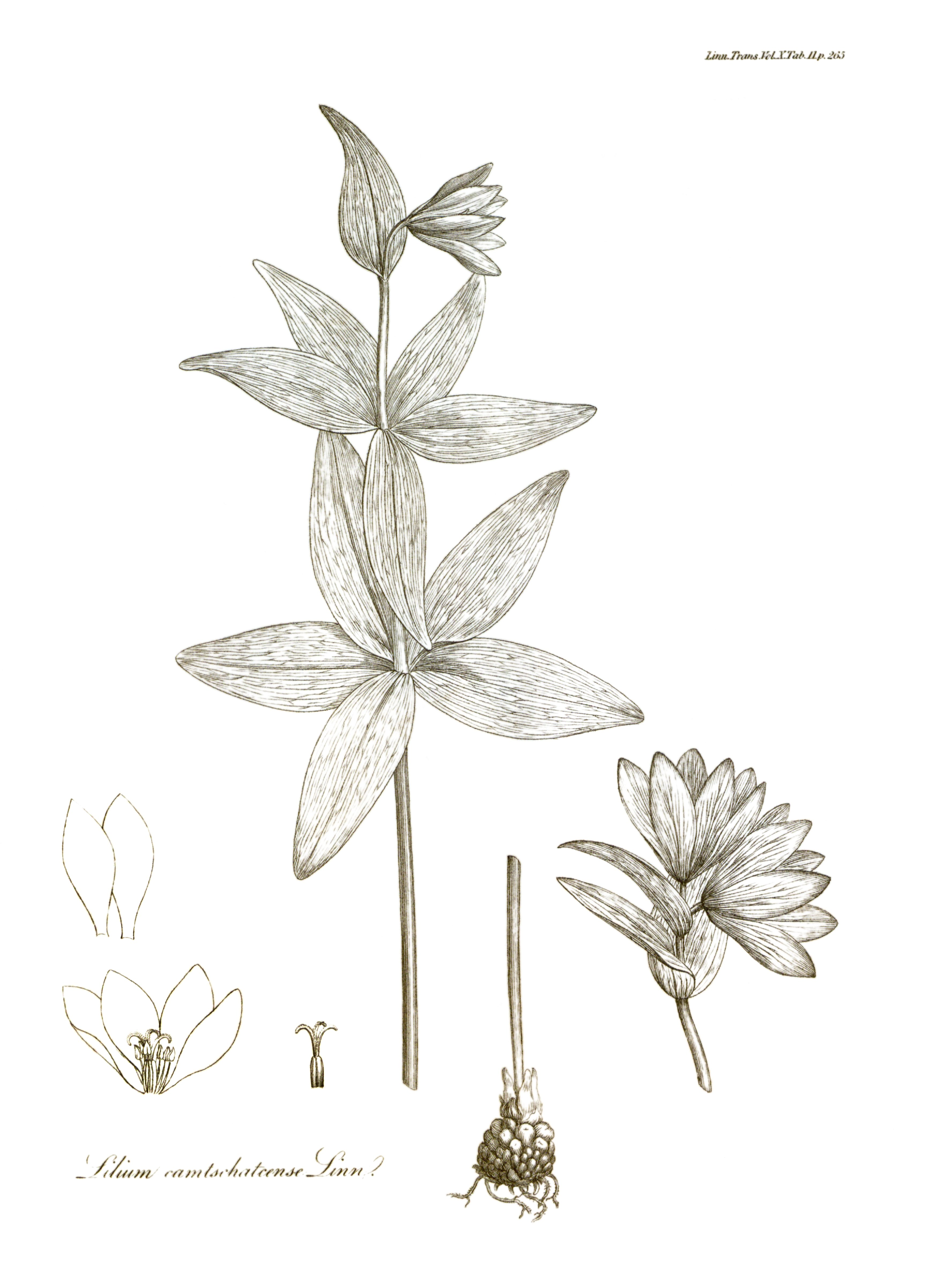
Illustration aus Transactions of the Linnean Society of London, Volume 10, Tafel 11

### Vegetative Merkmale
Die Schatten-Schachblume ist eine ausdauernde krautige Pflanzen, die Wuchshöhen von 20 bis 60 Zentimetern erreicht. Die Zwiebeln dieser Geophyten bestehen aus 6 bis 15 großen und 30 und 190 stärkehaltigen Zwiebelschuppen.
Von den Laubblätter sind in unteren in ein bis drei Wirteln aus jeweils fünf bis neun und die oberen wechselständig angeordnet. Alle Blattspreiten sind bei einer Länge von 4 bis 10 Zentimetern in etwa gleich groß und schmal- bis breit-lanzettlich; sie sind aber in der Regel kürzer als der Blütenstand.

### Generative Merkmale
Die Blütezeit reicht von Mai bis Juli. Im traubigen Blütenstand sind die ausgebreiteten bis nickenden Blüten locker angeordnet. Die zwittrige Blüte ist dreizählig und riecht unangenehm. Die sechs unverwachsenen Blütenhüllblätter sind dunkel grün-braun oder braun-purpurfarben und manchmal gelb gesprenkelt oder gestreift. Die Blütenhüllblätter sind bei einer Länge von 2 bis 3 Zentimetern länglich-elliptisch bis elliptisch-verkehrt-eiförmig und am oberen Ende nicht zurückgekrümmt. Die Nektarien sind für Schachblumen ungewöhnlich; sie sind linealisch, ± ebenso lang wie die Blütenhüllblätter und von gleicher Farbe. Der Fruchtknoten ist oberständig. Der Griffel ist auf einen 2/3 seiner Länge deutlich geteilt, wobei die Griffeläste länger als 1,5 Millimeter sind.
Die dreifächrigen Kapselfrüchte sind zylindrisch-eiförmig und öffnen sich längs.
Die Chromosomengrundzahl beträgt x = 12 oder 13; es liegt Diploidie mit einer Chromosomenzahl von 2n = 24, 36 vor.

## Verbreitung
Das Verbreitungsgebiet erstreckt sich im westlichen Nordamerika von Alaska im Norden bis in das nördliche Oregon. In Asien ist diese Art in einem Areal von Kamtschatka über die Kurilen und Sachalin bis ins zentrale Japan verbreitet.
Eine Nord-Süd-Ausrichtung des Verbreitungsgebiets ist auch hier klar erkennbar. Auf Inseln ist diese Art häufiger als auf dem Festland.
Die Schatten-Schachblume gedeiht in Nordamerika in sehr feuchten Umgebungen von Wattlandschaften bis Sümpfen im Gebirge in Höhenlagen von 0 bis 1000 Metern.

## Systematik
Die Erstveröffentlichung erfolgte 1753 unter dem Namen (Basionym) Lilium camschatcensis durch Carl von Linné in Species Plantarum, Tomus I, Seite 303. Die Neukombination zu Fritillaria camschatcensis (L.) Ker Gawl. wurde 1809 durch John Bellenden Ker Gawler in Botanical Magazine; or, Flower-Garden Displayed ...  Band 30, Tafel 1216 veröffentlicht.
Es gibt je nach Autor keine oder etwa zwei Unterarten:
- Fritillaria camschatcensis subsp. alpina H.Matsuura & Toyok.: Sie kommt im nördlichen Japan vor.
- Fritillaria camschatcensis (L.) Ker Gawl. subsp. camschatcensis: Sie kommt von Russlands fernem Osten bis Japan und im nordwestlichen Nordamerika vor.

## Verwendung
Heinrich von Kittlitz berichtete nach seinen Reisen nach Kamtschatka, dass die Zwiebel-Schuppen der Schatten-Schachblume ein wohlschmeckendes und dem Anschein nach sehr nahrhaftes Gemüse geben. Er schreibt, dass die Zwiebeln fester und mehlreicher sind als die der in der Region ebenfalls verbreiteten Lilium debile. Eine Grütze aus den Lilien- oder Fritillaria-Zwiebeln ist unter dem Namen Овсянка Owsjanka (bei Kittlitz fälschlicherweise Ofsjanka) bekannt.
Auch nahezu alle Indianerstämme des nordamerikanischen Verbreitungsgebiets (vor allem an der pazifischen Küste British Columbias und im südöstlichen Alaska) verwendeten die Zwiebeln als Nahrung. Zumeist wurden die Zwiebeln ausgegraben, getrocknet und den Speisen dann zugegeben. Beliebt waren Pürees aus den Zwiebeln. Sie wurden aber auch in der heißen Asche gebacken.
Die Schatten-Schachblume wurde auch schon früh in Kultur genommen. Makino Tomitarō erwähnte im Jahr 1932 eine duftende Züchtung mit einem angenehmen Geruch, der der üble Duft der Wildpflanzen ganz fehlte. Auch eine gelbe Variante befindet sich in Kultur.